# Podregion Vakka-Suomi
Podregion Vakka-Suomi (fiń. Vakka-Suomen seutukunta) – podregion w Finlandii, w regionie Varsinais-Suomi.
W skład podregionu wchodzą gminy:
- Kustavi,
- Laitila,
- Pyhäranta,
- Taivassalo,
- Uusikaupunki,
- Vehmaa.